# Mattias Asper
Mattias Asper (ur. 20 marca 1974 w Sölvesborgu) – szwedzki piłkarz występujący na pozycji bramkarza. Obecnie gra w Mjällby AIF.

## Kariera klubowa
Mattias Asper zawodową karierę rozpoczynał w 1993 roku w Mjällby AIF. W debiutanckim sezonie rozegrał 3 spotkania, jednak w kolejnych rozgrywkach był już podstawowym zawodnikiem swojego zespołu. W barwach Mjällby AIF Asper przez 5 sezonów wystąpił w 98 ligowych pojedynkach, po czym odszedł do AIK Fotboll. W 1998 roku wywalczył z nim mistrzostwo kraju, a w 1999 roku krajowy puchar.
W 2000 roku piłkarz przeniósł się do hiszpańskiego Realu Sociedad, dla którego do końca rozgrywek rozegrał 10 spotkań. Podczas sezonu 2001/2002 Asper przebywał na wypożyczeniu w tureckim Beşiktaşu JK. Następnie powrócił do kraju i został zawodnikiem Malmö FF, z którym zdobył drugi w swojej karierze tytuł mistrza Szwecji. Dla Malmö FF Asper rozegrał 100 pojedynków w Allsvenskan, po czym jeszcze w 2006 roku podpisał kontrakt z norweskim Vikingiem.
Od 2 lipca 2007 roku Szwed reprezentował barwy IF Brommapojkarna, a 28 listopada powrócił do drugoligowego wówczas Mjällby AIF i stał się jego podstawowym zawodnikiem. W sezonie 2009 dzięki zajęciu pierwszego miejsca w tabeli Mjällby powróciło do pierwszej ligi.

## Kariera reprezentacyjna
W reprezentacji Szwecji Asper zadebiutował 27 listopada 1999 roku w przegranym 0:1 meczu z RPA zmieniając w przerwie Magnusa Kihlstedta. W 2000 roku Lars Lagerbäck i Tomas Söderberg powołali go do 22–osobowej kadry na mistrzostwa Europy. Na Euro Szwedzi zajęli ostatnie miejsce w swojej grupie i odpadli z turnieju. Podstawowym bramkarzem „Blågult” był Magnus Hedman, który bronił we wszystkich 3 spotkaniach. Dla drużyny narodowej Asper zaliczył łącznie 3 występy.